# Carrarese Calcio 1908 2015-2016
Questa voce raccoglie le informazioni riguardanti la Carrarese Calcio 1908 nelle competizioni ufficiali della stagione 2015-2016.

## Stagione
La Carrarese nella stagione 2015-2016 ha disputato il quinto campionato consecutivo in Lega Pro (l'attuale Serie C), il quarantasettesimo nel terzo livello del calcio italiano nel girone B, sempre allenata da Gian Marco Remondina. Nella Coppa Italia di Lega Pro la Carrarese viene eliminata nella prima fase eliminatoria: nel girone D è seconda dietro alla Pistoiese, qualificata per migliore differenza reti. In campionato i marmiferi si classificano al quinto posto con 51 punti, hanno raccolto 27 punti nel girone di andata e 24 nel girone di ritorno.

## Divise e sponsor
Lo sponsor tecnico per la stagione 2015-2016 (la seconda consecutiva) è Joma, mentre gli sponsor ufficiali sono Marmo Di Carrara, Alioto Group e Safebook by Durex.
| Casa | Trasferta |

## Rosa
Rosa della Carrarese all'8 maggio 2016
| N. |                    | Ruolo | Calciatore           |
| -- | ------------------ | ----- | -------------------- |
|    | Italia (bandiera)  | P     | Alessio Gavellotti   |
|    | Italia (bandiera)  | P     | Ettore Lagomarsini   |
|    | Italia (bandiera)  | P     | Timothy Nocchi       |
|    | Italia (bandiera)  | P     | Federico Muratori    |
|    | Ghana (bandiera)   | D     | Moro Alhassan        |
|    | Italia (bandiera)  | D     | Dario Bagni          |
|    | Italia (bandiera)  | D     | Luca Barlocco        |
|    | Italia (bandiera)  | D     | Matteo Battistini    |
|    | Italia (bandiera)  | D     | Giacomo Benedini     |
|    | Romania (bandiera) | D     | Vasilica Mihai Gusu  |
|    | Italia (bandiera)  | D     | Fabio Maccabruni     |
|    | Italia (bandiera)  | D     | Leonardo Massoni     |
|    | Italia (bandiera)  | D     | Simone Sales         |
|    | Italia (bandiera)  | D     | Andrea Sbraga        |
|    | Italia (bandiera)  | D     | Christian Tavanti    |
|    | Italia (bandiera)  | C     | Luca Berardocco      |
|    | Italia (bandiera)  | C     | Filippo Maria Brondi |

| N. |                               | Ruolo | Calciatore          |
| -- | ----------------------------- | ----- | ------------------- |
|    | Italia (bandiera)             | C     | Michele Cavion      |
|    | Italia (bandiera)             | C     | Lorenzo Del Padrone |
|    | Italia (bandiera)             | C     | Francesco Dettori   |
|    | Italia (bandiera)             | C     | Matteo Gerbaudo     |
|    | Italia (bandiera)             | C     | Alessandro Gherardi |
|    | Francia (bandiera)            | C     | Eddy Gnahoré        |
|    | Italia (bandiera)             | C     | Alex Pedone         |
|    | Italia (bandiera)             | C     | Marco Tognoni       |
|    | Italia (bandiera)             | C     | Yuri Amico          |
|    | Italia (bandiera)             | A     | Giacomo Ambrosini   |
|    | Italia (bandiera)             | A     | Daniele Bucaletti   |
|    | Italia (bandiera)             | A     | Davide Cais         |
|    | Argentina (bandiera)          | A     | Horacio Erpen       |
|    | Ghana (bandiera)              | A     | Emmanuel Gyasi      |
|    | Italia (bandiera)             | A     | Saveriano Infantino |
|    | Italia (bandiera)             | A     | Domenico Vitiello   |
|    | Macedonia del Nord (bandiera) | A     | Fatih Ademi         |

## Calciomercato

### Sessione estiva(dal 01/07 al 31/08)
| Acquisti | Acquisti            | Acquisti         | Acquisti      |
| R.       | Nome                | da               | Modalità      |
| -------- | ------------------- | ---------------- | ------------- |
| P        | Cristian Cicioni    | Padova           | in prova      |
| P        | Ettore Lagomarsini  | Messina          | definitivo    |
| P        | Timothy Nocchi      | Juventus         | prestito      |
| D        | Moro Alhassan       | Genoa            | prestito      |
| D        | Luca Barlocco       | Juventus         | prestito      |
| D        | Giacomo Benedini    | Pisa             | prestito      |
| D        | Vasilica Mihai Gusu | Borgosesia       | fine prestito |
| D        | Christian Tavanti   | Juventus         | prestito      |
| C        | Luca Berardocco     | Parma            | definitivo    |
| C        | Michele Cavion      | Juventus         | prestito      |
| C        | Lorenzo Del Padrone | Ponsacco         | fine prestito |
| C        | Francesco Dettori   | Arezzo           | definitivo    |
| C        | Matteo Gerbaudo     | Juventus         | prestito      |
| C        | Marco Tognoni       | Folgore Caratese | fine prestito |
| A        | Daniele Bucaletti   | Arezzo           | definitivo    |
| A        | Davide Cais         | Juventus         | prestito      |
| A        | Horacio Erpen       | Arezzo           | definitivo    |
| A        | Emmanuel Gyasi      | Torino           | prestito      |
| A        | Saveriano Infantino | Torres           | definitivo    |
| A        | Domenico Vitiello   | Arezzo           | definitivo    |

| Cessioni | Cessioni            | Cessioni     | Cessioni                |
| R.       | Nome                | a            | Modalità                |
| -------- | ------------------- | ------------ | ----------------------- |
| P        | Riccardo Anedda     |              | svincolato              |
| P        | Luca Zanotti        | Atalanta     | fine prestito           |
| D        | Maikol Benassi      |              | risoluzione consensuale |
| D        | Filippo Berra       | Udinese      | fine prestito           |
| D        | Marco Gorzegno      |              | svincolato              |
| D        | Nicola Lancini      | Brescia      | fine prestito           |
| D        | Dario Teso          | Renate       | definitivo              |
| C        | Luca Belcastro      | Viterbese    | definitivo              |
| C        | Paolo Beltrame      | Cuneo        | definitivo              |
| C        | Michele Castagnetti | SPAL         | definitivo              |
| C        | Donato Disabato     | Pro Vercelli | fine prestito           |
| C        | Niccolò Galli       | Rimini       | definitivo              |
| A        | Marco Cellini       | SPAL         | definitivo              |
| A        | Antonio Di Nardo    |              | svincolato              |
| A        | Matteo Merini       | Pistoiese    | definitivo              |

### Fuori sessione
| Acquisti | Acquisti     | Acquisti   | Acquisti   |
| R.       | Nome         | da         | Modalità   |
| -------- | ------------ | ---------- | ---------- |
| D        | Simone Sales | svincolato | definitivo |

### Sessione invernale (dal 04/01 al 01/02)
| Acquisti | Acquisti | Acquisti | Acquisti |
| R.       | Nome     | da       | Modalità |
| -------- | -------- | -------- | -------- |

| Cessioni | Cessioni            | Cessioni | Cessioni                 |
| R.       | Nome                | a        | Modalità                 |
| -------- | ------------------- | -------- | ------------------------ |
| P        | Federico Muratori   | Lucchese | definitivo               |
| D        | Andrea Sbraga       |          | risoluzione contrattuale |
| C        | Eddy Gnahoré        | Napoli   | definitivo               |
| A        | Saveriano Infantino |          | risoluzione contrattuale |

## Risultati

### Campionato di Lega Pro

#### Girone di andata
| Arbitro: | Mancini (Fermo) |

|             |           |           |
| Bastoni 50’ | Marcatori | 33’ Erpen |

| Arbitro: | Sprezzola (Mestre) |

|             |           |             |
| Dettori 86’ | Marcatori | 21’ Guidone |

| Arbitro: | Schirru (Nichelino) |

|                     |           |               |
| Virdis 90+1’ (rig.) | Marcatori | 16’ Infantino |

| Arbitro: | Curti (Milano) |

|             |           |  |
| Gnahoré 53’ | Marcatori |  |

| Arbitro: | Maggioni (Lecco) |

|                      |           |                 |
| Gnahoré 41’ Cais 71’ | Marcatori | 90+1’ Casiraghi |

| Arbitro: | De Remigis (Teramo) |

|             |           |                                               |
| Mariani 78’ | Marcatori | 59’ (rig.) Erpen 73’, 88’ Gyasi 90+1’ Gnahoré |

| Arbitro: | Candeo (Este) |

|                          |           |                         |
| Infantino 10’ Sbraga 23’ | Marcatori | 65’ Mannini 87’ Peralta |

| Arbitro: | Morreale (Roma) |

|                              |           |               |
| Triarico 10’ Sandomenico 56’ | Marcatori | 30’ Infantino |

| Arbitro: | Capone (Palermo) |

|            |           |                    |
| Pedone 14’ | Marcatori | 85’ (rig.) Le Noci |

| Arbitro: | Mastrodonato (Molfetta) |

|                 |           |  |
| Castagnetti 70’ | Marcatori |  |

| Arbitro: | Miele (Torino) |

|                                     |           |  |
| Berardocco 55’ Infantino 70’, 90+2’ | Marcatori |  |

| Arbitro: | Pietropaolo (Modena) |

|                |           |                   |
| Pasqualoni 63’ | Marcatori | 71’ (aut.) Fabbro |

| Arbitro: | Fourneau (Roma) |

|                         |           |  |
| Infantino 21’ Gyasi 42’ | Marcatori |  |

| Arbitro: | Chindemi (Viterbo) |

|                                          |           |              |
| Carotti 7’ Fioretti 72’, 80’ Ganci 90+3’ | Marcatori | 4’ Infantino |

| Arbitro: | Robilotta (Sala Consilina) |

|              |           |                          |
| Infantino 8’ | Marcatori | 24’ Kabashi 36’ Scappini |

| Arbitro: | Pasciuta (Agrigento) |

|                                 |           |                                        |
| Ogunseye 10’ Capello 90’ (rig.) | Marcatori | 16’ (rig.), 64’, 82’ Dettori 31’ Gyasi |

| Arbitro: | De Tullio (Bari) |

|          |           |  |
| Cais 11’ | Marcatori |  |

#### Girone di ritorno
| Arbitro: | Cipriani (Empoli) |

|                                |           |  |
| Cais 52’ Gyasi 66’ Dettori 81’ | Marcatori |  |

| Arbitro: | Vesprini (Macerata) |

|                          |           |  |
| Ilari 63’ Bardelloni 80’ | Marcatori |  |

| Arbitro: | Maggioni (Lecco) |

|  |           |            |
|  | Marcatori | 63’ Virdis |

| Arbitro: | Ranaldi (Tivoli) |

|  |           |           |
|  | Marcatori | 44’ Gyasi |

| Ancona 13 febbraio 2016, ore 17:30 CET 22ª giornata | Ancona             | 0 – 0 referto | Carrarese | Stadio Del Conero (1.811 spett.)\| Arbitro: \| Prontera (Bologna) \| |
| Arbitro:                                            | Prontera (Bologna) |               |           |                                                                      |

| Arbitro: | Provesi (Treviglio) |

|          |           |               |
| Cais 80’ | Marcatori | 84’ Tremolada |

| Arbitro: | Mancini (Fermo) |

|                  |           |  |
| Lores Varela 74’ | Marcatori |  |

| Arbitro: | Fiorini (Frosinone) |

|                       |           |                 |
| Gherardi 25’ Cais 42’ | Marcatori | 16’ Sandomenico |

| Teramo 12 marzo 2016, ore 15:00 CET 26ª giornata | Teramo             | 0 – 0 referto | Carrarese | Stadio Gaetano Bonolis (2.100 spett.)\| Arbitro: \| Sprezzola (Mestre) \| |
| Arbitro:                                         | Sprezzola (Mestre) |               |           |                                                                           |

| Arbitro: | Amoroso (Paola) |

|             |           |                        |
| Dettori 74’ | Marcatori | 10’ Cellini 44’ Zigoni |

| Arbitro: | Amabile (Vicenza) |

|             |           |             |
| Mancino 63’ | Marcatori | 23’ Tognoni |

| Arbitro: | Panarese (Lecce) |

|                               |           |  |
| Cais 10’ Erpen 89’ Brondi 90’ | Marcatori |  |

| Arbitro: | Zingarelli (Siena) |

|                        |           |          |
| Petriccione 71’ (rig.) | Marcatori | 14’ Cais |

| Carrara 16 aprile 2016, ore 15:00 CEST 31ª giornata | Carrarese         | 0 – 0 referto | Maceratese | Stadio dei Marmi (944 spett.)\| Arbitro: \| Perotti (Legnano) \| |
| Arbitro:                                            | Perotti (Legnano) |               |            |                                                                  |

| Arbitro: | De Remigis (Teramo) |

|                     |           |                              |
| Scappini 79’ (rig.) | Marcatori | 4’, 56’ Dettori 17’ Gherardi |

| Arbitro: | Mei (Pesaro) |

|           |           |                                 |
| Erpen 63’ | Marcatori | 20’ (rig.) Capello 34’ Ogunseye |

| Arbitro: | Paterna (Teramo) |

|                                               |           |                                                       |
| Fanucchi 27’, 33’ Pozzebon 28’ Bragadin 90+3’ | Marcatori | 23’, 45’ (rig.), 53’ Erpen 38’ Cavion 82’ D. Vitiello |

### Coppa Italia Lega Pro

#### Fase eliminatoria a gironi
| Arbitro: | Annaloro (Collegno) |

|                    |           |  |
| Massoni 56’ (aut.) | Marcatori |  |

| Arbitro: | Bertani (Pisa) |

|                     |           |            |
| Sbraga 5’ Ademi 81’ | Marcatori | 18’ Rovini |

## Statistiche
Aggiornate all'8 maggio 2016.

### Statistiche di squadra
| Competizione          | Punti | In casa | In casa | In casa | In casa | In casa | In casa | In trasferta | In trasferta | In trasferta | In trasferta | In trasferta | In trasferta | Totale | Totale | Totale | Totale | Totale | Totale | DR  |
| Competizione          | Punti | G       | V       | N       | P       | Gf      | Gs      | G            | V            | N            | P            | Gf           | Gs           | G      | V      | N      | P      | Gf     | Gs     | DR  |
| --------------------- | ----- | ------- | ------- | ------- | ------- | ------- | ------- | ------------ | ------------ | ------------ | ------------ | ------------ | ------------ | ------ | ------ | ------ | ------ | ------ | ------ | --- |
| Lega Pro              | 51    | 17      | 8       | 5       | 4       | 25      | 14      | 17           | 5            | 7            | 5            | 24           | 23           | 34     | 13     | 12     | 9      | 49     | 37     | +12 |
| Coppa Italia Lega Pro | 3     | 1       | 1       | 0       | 0       | 2       | 1       | 1            | 0            | 0            | 1            | 0            | 1            | 2      | 1      | 0      | 1      | 2      | 2      | 0   |
| Totale                | 54    | 18      | 9       | 5       | 4       | 27      | 15      | 18           | 5            | 7            | 6            | 24           | 24           | 36     | 14     | 12     | 10     | 51     | 39     | +12 |

### Andamento in campionato
| Giornata  | 1 | 2 | 3  | 4 | 5 | 6 | 7 | 8 | 9 | 10 | 11 | 12 | 13 | 14 | 15 | 16 | 17 | 18 | 19 | 20 | 21 | 22 | 23 | 24 | 25 | 26 | 27 | 28 | 29 | 30 | 31 | 32 | 33 | 34 |
| --------- | - | - | -- | - | - | - | - | - | - | -- | -- | -- | -- | -- | -- | -- | -- | -- | -- | -- | -- | -- | -- | -- | -- | -- | -- | -- | -- | -- | -- | -- | -- | -- |
| Luogo     | T | C | T  | C | C | T | C | T | C | T  | C  | T  | C  | T  | C  | T  | C  | C  | T  | C  | T  | T  | C  | T  | C  | T  | C  | T  | C  | T  | C  | T  | C  | T  |
| Risultato | N | N | N  | V | V | V | N | P | N | P  | V  | N  | V  | P  | P  | V  | V  | V  | P  | P  | V  | N  | N  | P  | V  | N  | P  | N  | V  | N  | N  | V  | P  | V  |
| Posizione | 5 | 7 | 10 | 6 | 4 | 2 | 5 | 6 | 5 | 6  | 6  | 5  | 5  | 5  | 7  | 6  | 4  | 4  | 4  | 5  | 5  | 5  | 5  | 5  | 5  | 5  | 5  | 5  | 5  | 5  | 5  | 5  | 5  | 5  |

Legenda:

Luogo: C = Casa; T = Trasferta. Risultato: R = Rinviata; V = Vittoria; N = Pareggio; P = Sconfitta.

### Statistiche dei giocatori
In corsivo i giocatori ceduti a stagione in corso. In campionato si aggiunga una autorete a favore.
| Giocatore      | Lega Pro | Lega Pro | Lega Pro    | Lega Pro   | Coppa Italia Lega Pro | Coppa Italia Lega Pro | Coppa Italia Lega Pro | Coppa Italia Lega Pro | Totale   | Totale | Totale      | Totale     |
| Giocatore      | Presenze | Reti     | Ammonizioni | Espulsioni | Presenze              | Reti                  | Ammonizioni           | Espulsioni            | Presenze | Reti   | Ammonizioni | Espulsioni |
| -------------- | -------- | -------- | ----------- | ---------- | --------------------- | --------------------- | --------------------- | --------------------- | -------- | ------ | ----------- | ---------- |
| A. Gavellotti  | 0        | 0        | 0           | 0          | -                     | -                     | -                     | -                     | 0        | 0      | 0           | 0          |
| E. Lagomarsini | 31       | -32      | 3           | 1          | 2                     | -2                    | 0                     | 0                     | 33       | -34    | 3           | 1          |
| F. Muratori    | 0        | 0        | 0           | 0          | -                     | -                     | -                     | -                     | 0        | 0      | 0           | 0          |
| T. Nocchi      | 3        | -4       | 1           | 0          | -                     | -                     | -                     | -                     | 3        | -4     | 1           | 0          |
| M. Alhassan    | 6        | 0        | 2           | 0          | -                     | -                     | -                     | -                     | 6        | 0      | 2           | 0          |
| D. Bagni       | 1        | 0        | 0           | 0          | -                     | -                     | -                     | -                     | 1        | 0      | 0           | 0          |
| L. Barlocco    | 33       | 0        | 6           | 0          | 2                     | 0                     | 1                     | 0                     | 35       | 0      | 7           | 0          |
| M. Battistini  | 19       | 0        | 2           | 0          | 0                     | 0                     | 0                     | 0                     | 19       | 0      | 2           | 0          |
| G. Benedini    | 0        | 0        | 0           | 0          | -                     | -                     | -                     | -                     | 0        | 0      | 0           | 0          |
| V.M. Gusu      | -        | -        | -           | -          | -                     | -                     | -                     | -                     | -        | -      | -           | -          |
| F. Maccabruni  | -        | -        | -           | -          | 0                     | 0                     | 0                     | 0                     | 0        | 0      | 0           | 0          |
| L. Massoni     | 33       | 0        | 6           | 0          | 2                     | 0                     | 0                     | 0                     | 35       | 0      | 6           | 0          |
| S. Sales       | 25       | 0        | 9           | 1          | -                     | -                     | -                     | -                     | 25       | 0      | 9           | 1          |
| A. Sbraga      | 14       | 1        | 0           | 1          | 2                     | 1                     | 0                     | 0                     | 16       | 2      | 0           | 1          |
| C. Tavanti     | 14       | 0        | 2           | 1          | 2                     | 0                     | 0                     | 0                     | 16       | 0      | 2           | 1          |
| L. Berardocco  | 29       | 1        | 6           | 1          | 1                     | 0                     | 0                     | 0                     | 30       | 1      | 6           | 1          |
| F.M. Brondi    | 10       | 1        | 3           | 0          | -                     | -                     | -                     | -                     | 10       | 1      | 3           | 0          |
| M. Cavion      | 32       | 1        | 1           | 1          | -                     | -                     | -                     | -                     | 32       | 1      | 1           | 1          |
| L. Del Padrone | -        | -        | -           | -          | -                     | -                     | -                     | -                     | -        | -      | -           | -          |
| F. Dettori     | 32       | 8        | 7           | 0          | 2                     | 0                     | 0                     | 0                     | 34       | 8      | 7           | 0          |
| M. Gerbaudo    | 18       | 0        | 3           | 1          | 2                     | 0                     | 0                     | 0                     | 20       | 0      | 3           | 1          |
| A. Gherardi    | 27       | 2        | 2           | 0          | 2                     | 0                     | 0                     | 0                     | 29       | 2      | 2           | 0          |
| E. Gnahoré     | 12       | 3        | 1           | 1          | 2                     | 0                     | 0                     | 0                     | 14       | 3      | 1           | 1          |
| A. Pedone      | 4        | 1        | 2           | 0          | 0                     | 0                     | 0                     | 0                     | 4        | 1      | 2           | 0          |
| M. Tognoni     | 18       | 1        | 0           | 0          | -                     | -                     | -                     | -                     | 18       | 1      | 0           | 0          |
| G. Ambrosini   | -        | -        | -           | -          | -                     | -                     | -                     | -                     | -        | -      | -           | -          |
| D. Bucaletti   | -        | -        | -           | -          | -                     | -                     | -                     | -                     | -        | -      | -           | -          |
| D. Cais        | 30       | 7 (-1)   | 3           | 0          | 2                     | 0                     | 0                     | 0                     | 32       | 7      | 3           | 0          |
| H. Erpen       | 31       | 7        | 4           | 0          | 2                     | 0                     | 0                     | 0                     | 33       | 7      | 4           | 0          |
| E. Gyasi       | 24       | 6        | 5           | 0          | -                     | -                     | -                     | -                     | 24       | 6      | 5           | 0          |
| S. Infantino   | 11       | 8        | 2           | 0          | -                     | -                     | -                     | -                     | 11       | 8      | 2           | 0          |
| D. Vitiello    | 19       | 1        | 2           | 0          | 2                     | 0                     | 0                     | 0                     | 21       | 1      | 2           | 0          |
| F. Ademi       | -        | -        | -           | -          | 2                     | 1                     | 0                     | 0                     | 2        | 1      | 0           | 0          |
| Y. Amico       | 0        | 0        | 0           | 0          | 1                     | 0                     | 0                     | 0                     | 1        | 0      | 0           | 0          |